# Сендлерова, Ирена
Ире́на Станисла́ва Сендлеро́ва (пол. Irena Stanisława Sendlerowa), также известная как Ире́на Се́ндлер, урождённая Кшижано́вская (пол. Krzyżanowska; 15 февраля 1910, Варшава — 12 мая 2008, Варшава) — польская активистка движения Сопротивления, спасшая 2500 еврейских детей из Варшавского гетто.

## Биография

### Ранняя жизнь

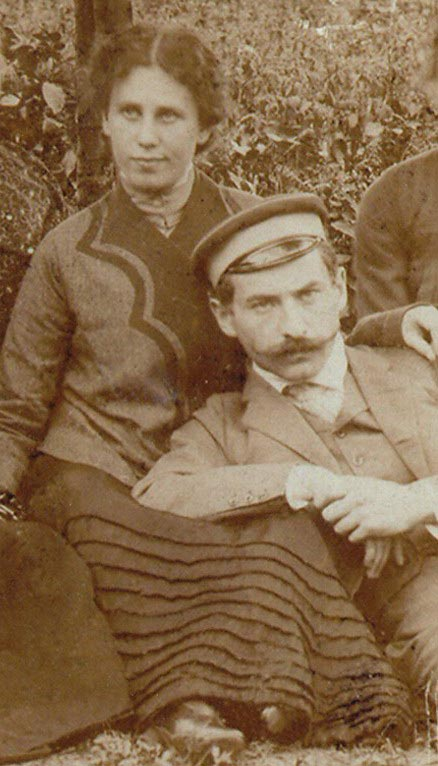
Родители Ирены — Янина и Станислав Кшижановские, 1903 г.

Родилась в семье Станислава Кшижановского (1877—1917) и Янины Каролины Гжибовской (1885—1944). До рождения Ирены её отец участвовал в подпольной деятельности в период революции 1905 года, состоял в Польской социалистической партии и был врачом-социалистом, лечившим преимущественно евреев-бедняков, которым остальные доктора отказывали в помощи. Он умер от тифа, заразившись от пациентов. После его смерти представители еврейской общины предложили его жене помощь в оплате обучения Ирены, которая после школы поступила в Варшавский университет на отделение польской литературы и вступила в Польскую социалистическую партию.

### Вторая мировая война

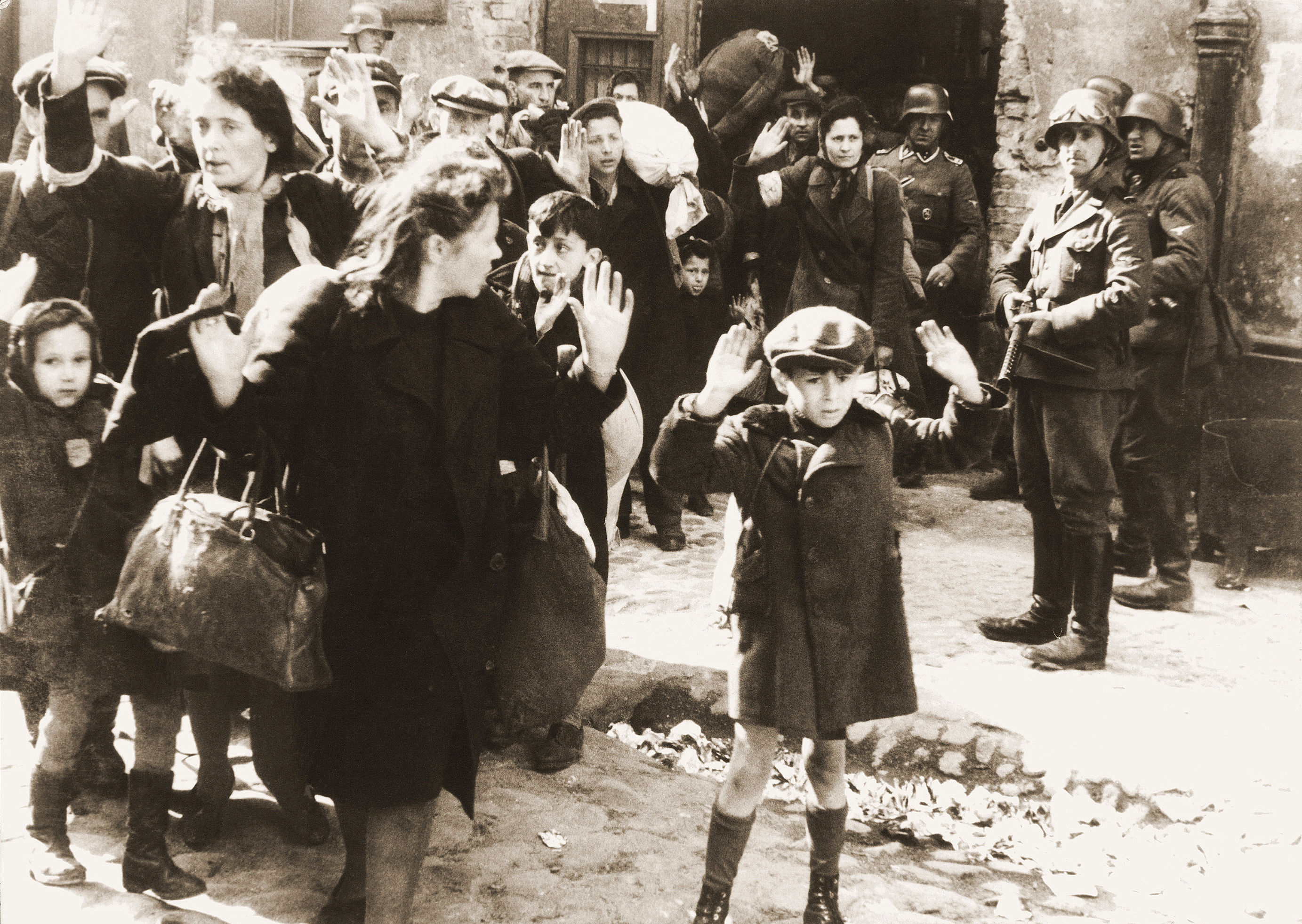
«Зачистка» еврейского населения на территории Варшавского гетто в день начала восстания. 19 апреля 1943 года

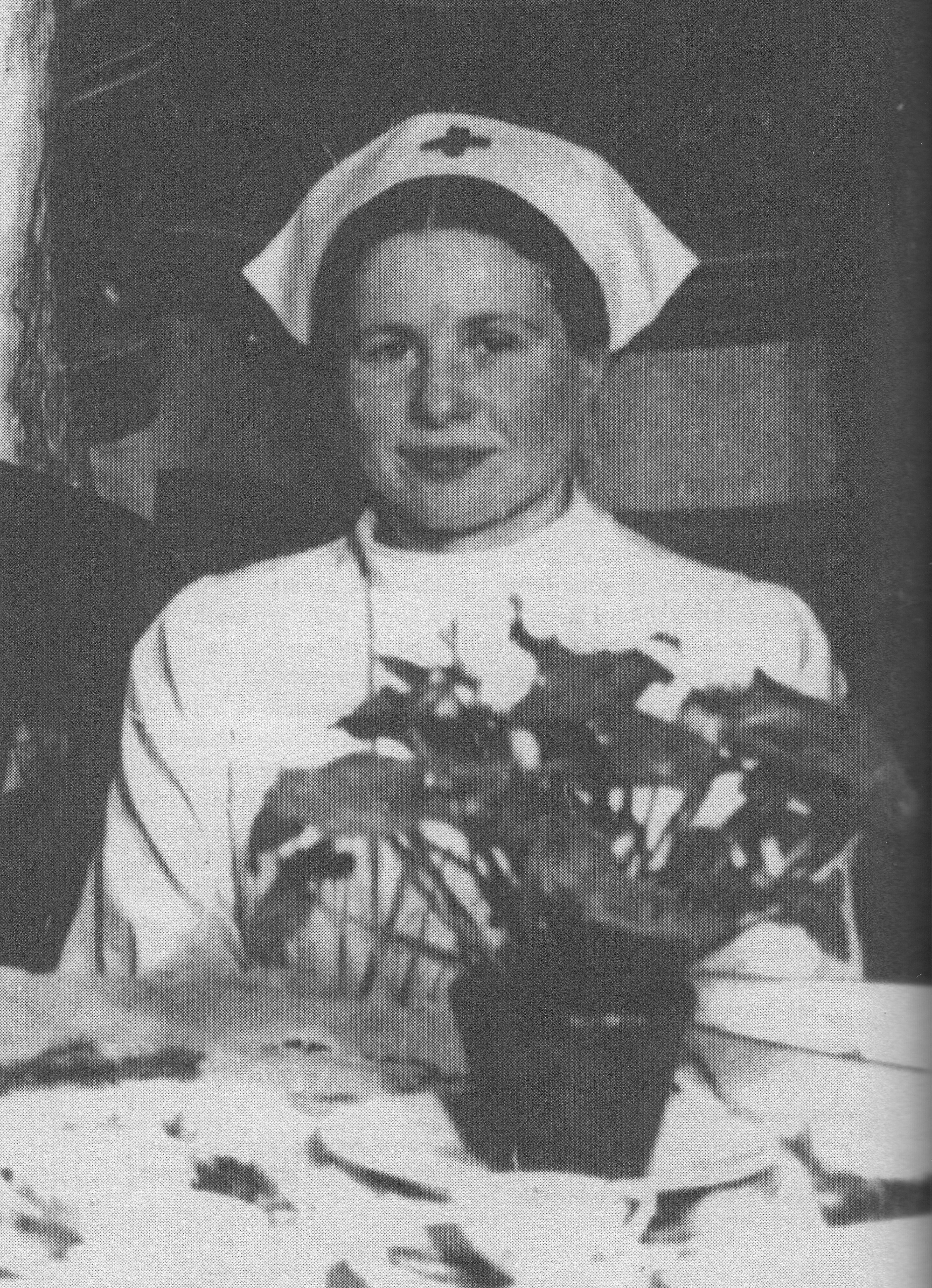
Ирена Сендлерова — ангел Варшавского гетто. Варшава, 24 декабря 1944 г.

Во время Второй мировой войны Ирена Сендлерова — сотрудница варшавского Управления здравоохранения и член польской подпольной организации (под псевдонимом Иоланта) — Совета помощи евреям (Жегота). Часто посещала Варшавское гетто, где следила за больными детьми. Под этим прикрытием она и её товарищи вывезли из гетто 2 500 детей, которые далее были переданы в польские детские дома, в частные семьи и в монастыри.
Младенцам давали снотворное, помещали в маленькие коробки с дырками, чтобы они не задохнулись, и вывозили в машинах, которые доставляли в лагерь дезинфекционные средства. Некоторых детей выводили через подвалы домов, непосредственно прилегавших к гетто. Использовались для побегов и водосточные люки. Других детей вынесли в мешках, корзинах, картонных коробках.
Младенцев она прятала в ящик из-под инструментов, детей постарше — под брезентом в кузове грузовика. Кроме того, в кузове сидела собака, обученная лаять, когда машину впускали в гетто или выпускали из него; по другой версии, собака сидела в кабине, и водитель при выезде из ворот наступал ей на лапу, чтобы собака лаяла. Лай собаки заглушал шум или плач, издаваемый младенцами.
Ирена Сендлерова записывала данные всех спасённых детей на узкие полоски тонкой бумаги и прятала этот список в стеклянной бутылке. Бутылка закапывалась под яблоней в саду у подруги, с целью после войны разыскать родственников детей.
21 октября (по другим данным 18 октября) 1943 года арестована по доносу арестованной владелицы прачечной, в которой был один из пунктов конспиративных встреч. Содержалась в корпусе «Сербия» павякской тюрьмы, где работала в прачечной. После пыток её приговорили к смерти, однако она была спасена: охранники, которые сопровождали её к месту казни, были подкуплены «Жеготой», и 13 ноября Сендлерову тайно вывели из тюрьмы. В официальных бумагах она была объявлена казнённой. До конца войны Ирена Сендлерова скрывалась, но продолжала помогать еврейским детям. В марте 1945 года, когда Варшава уже была освобождена, она, по предложению коммунистического активиста Ежи Альбрехта, стала заместителем начальника Отдела социальной помощи и приложила много усилий для открытия сиротских приютов, домов для престарелых, а также специальных центров для женщин и девушек, которые, оставшись в городе после поражения Варшавского восстания, выживали путём проституции.

### После войны

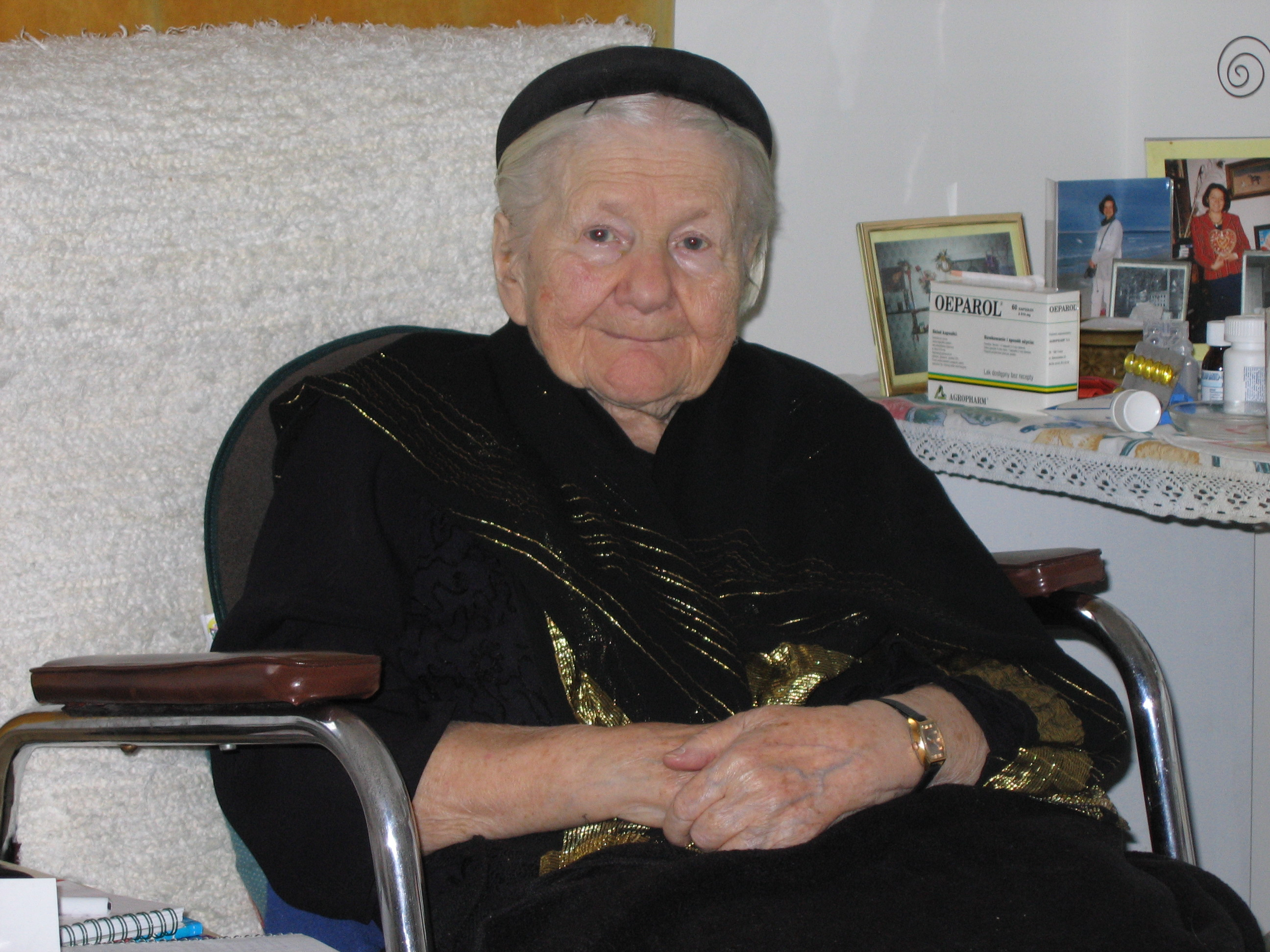
Ирена Сендлерова в клинике гериатрической реабилитации Ордена госпиталитов св. Иоанна Божьего в Варшаве. 2005

После войны Сендлерова раскопала свой тайник с данными о спасённых детях и передала их Адольфу Берману, председателю Центрального комитета польских евреев с 1947 по 1949 год. С помощью этого списка сотрудники комитета разыскали детей и передали родственникам. Сирот поместили в еврейские детские дома. Позже значительную их часть переправили в Израиль[уточнить].
После установления в Польше коммунистического режима Ирену Сендлерову вызывали на допросы за её сотрудничество с правительством Польши в изгнании и Армией Крайовой. Когда в 1949 году проходили допросы Сендлеровой, она была беременной. Мальчик (Анджей) родился 9 ноября 1949 года недоношенным и через 11 дней умер.
На должности заместителя начальника Отдела социальной помощи Сендлерова проработала до марта 1950 года, затем два года была руководителем отдела опеки в Союзе инвалидов, затем — инструктором в варшавском департаменте здоровья и социального обеспечения (1953—1954), заместителем директора в Государственной школе акушерок (1954—1955) и заместителем генерального директора Государственной школы труда (1955—1958). В 1958—1962 годы была директором Департамента средних медицинских школ в Министерстве здравоохранения и социального обеспечения. С 1962 года работала в должности заместителя генерального директора Государственной школы зубных техников. Вышла на пенсию в 1967 году, но до 1984 года продолжала ограниченно работать в библиотеке при медицинском колледже.
В 1965 году израильский Институт катастрофы европейского еврейства и музей Холокоста «Яд ва-Шем» присудил Ирене Сендлер звание Праведника народов мира.
Трижды была замужем. В 1931 году она вышла за Мечислава Сендлера (1910—2005), младшего ассистента на кафедре классической филологии Варшавского университета, но ещё до начала войны они разошлись, хотя развод не оформляли. Во время войны Мечислав попал в плен. После его репатриации в 1947 году они развелись, и в тот же год Ирена вышла замуж за Штефана Згжембского (в реальности еврея Адама Цельникиера, 1912—1961), с которым познакомилась ещё в студенческие годы и роман с которым у неё начался как раз перед нападением Германии. У них родилось трое детей: Анджей, Адам (1951—1999) и Янина (род. в 1947). Они развелись в 1961 году, после чего Ирена вновь вышла за Мечислава (к тому моменту он тоже имел за плечами брак, закончившийся смертью его жены), и они прожили в браке 10 лет, после чего снова развелись, но до конца жизни сохранили хорошие отношения.
Последние годы своей жизни Ирена Сендлер жила в однокомнатной квартире в центре Варшавы. Скончалась 12 мая 2008 года в Варшаве на 99-м году жизни. Похоронена на Повонзковском кладбище в Варшаве.

## Награды
- В 1965 году израильский музей Холокоста «Яд ва-Шем» присудил Ирене Сендлер звание «Праведника народов мира»[11].
- В 2003 году награждена высшей государственной наградой Польши — орденом Белого орла.
- В 2007 году президент Польши и премьер-министр Израиля выдвинули её кандидатуру на Нобелевскую премию мира за спасение почти 2 500 детских жизней[12][13], однако премия была присуждена вице-президенту США Альберту Гору за деятельность в области изучения глобального потепления[14], поскольку премия присваивается за действия, совершённые в течение последних двух лет[15].
- В 2007 году она была награждена международным орденом Улыбки, став самой старшей из награждённых.
- Почётная гражданка города Варшавы и города Тарчина.

## Увековечение памяти

### В искусстве
- В апреле 2009 года на американские телеэкраны вышел телевизионный фильм «Храброе сердце Ирены Сендлер», снятый осенью 2008 года в Латвии. Роль Ирены исполнила новозеландская актриса Анна Пэкуин[16][17].
- Жизнь Ирены Сендлеровой была также отражена в песнях. К примеру, ирландской группой Sixteen Dead Men в 2009 году была исполнена песня «Ирена» (HFWH Records).
- В 2012 году киевская группа «Вивьен Морт» выпустила альбом Teatr Pipino[укр.], в котором песня «Ірен» посвящена Ирене Сендлер.
- Имя Ирены Сендлеровой носит средняя школа «ТАК» в Ополье[18].

### В нумизматике
- Портрет Ирены Сендлер совместно с Зофьей Коссак-Щуцкой и Матильдой Геттер помещён на польских серебряных монетах польских Праведников народов мира.